# 5 cm KwK 39
5 cm KwK 39 L/60 (5 cm Kampfwagenkanone 39 L/60) – niemiecka armata czołgowa kalibru 50 mm używana jako główne uzbrojenie czołgu średniego PzKpfw III w wersjach Ausf. J, L, M oraz samochodu pancernego Sd.Kfz.234.

## Amunicja
- PzGr (przeciwpancerny, pełnokalibrowy)
- PzGr.39 (przeciwpancerny pocisk rdzeniowy z czepcem i czepcem balistycznym)
- PzGr.40 (przeciwpancerny, pełnokalibrowy pocisk rdzeniowy)
- PzGr.40/1 (przeciwpancerny, pełnokalibrowy pocisk rdzeniowy)
- 5cm Sprgr.Patr.38 (krusząca)